# ماريسكال استيغاريبيا
ماريسكال استيغاريبيا (بالإسبانية: Mariscal José Félix Estigarribia )‏ هي مديرية في باراغواي، تتبع مقاطعة بوكويرون، بلغ عدد سكانها 283٬421 نسمة، في 2017، تبلغ مساحتها 76٬003 كيلومتر مربع.

## المناخ
يظهر الجدول التالي التغييرات المناخية على مدار السنة لماريسكال استيغاريبيا:
| البيانات المناخية لـماريسكال استيغاريبيا | البيانات المناخية لـماريسكال استيغاريبيا | البيانات المناخية لـماريسكال استيغاريبيا | البيانات المناخية لـماريسكال استيغاريبيا | البيانات المناخية لـماريسكال استيغاريبيا | البيانات المناخية لـماريسكال استيغاريبيا | البيانات المناخية لـماريسكال استيغاريبيا | البيانات المناخية لـماريسكال استيغاريبيا | البيانات المناخية لـماريسكال استيغاريبيا | البيانات المناخية لـماريسكال استيغاريبيا | البيانات المناخية لـماريسكال استيغاريبيا | البيانات المناخية لـماريسكال استيغاريبيا | البيانات المناخية لـماريسكال استيغاريبيا | البيانات المناخية لـماريسكال استيغاريبيا |
| الشهر                                    | يناير                                    | فبراير                                   | مارس                                     | أبريل                                    | مايو                                     | يونيو                                    | يوليو                                    | أغسطس                                    | سبتمبر                                   | أكتوبر                                   | نوفمبر                                   | ديسمبر                                   | المعدل السنوي                            |
| ---------------------------------------- | ---------------------------------------- | ---------------------------------------- | ---------------------------------------- | ---------------------------------------- | ---------------------------------------- | ---------------------------------------- | ---------------------------------------- | ---------------------------------------- | ---------------------------------------- | ---------------------------------------- | ---------------------------------------- | ---------------------------------------- | ---------------------------------------- |
| الدرجة القصوى °م (°ف)                    | 43.4 (110.1)                             | 42.6 (108.7)                             | 41.4 (106.5)                             | 39.0 (102.2)                             | 37.2 (99.0)                              | 35.9 (96.6)                              | 37.8 (100.0)                             | 40.0 (104.0)                             | 42.0 (107.6)                             | 43.3 (109.9)                             | 44.0 (111.2)                             | 43.6 (110.5)                             | 44.0 (111.2)                             |
| متوسط درجة الحرارة الكبرى °م (°ف)        | 35.3 (95.5)                              | 34.6 (94.3)                              | 33.4 (92.1)                              | 30.5 (86.9)                              | 27.2 (81.0)                              | 25.2 (77.4)                              | 26.4 (79.5)                              | 28.9 (84.0)                              | 31.1 (88.0)                              | 34.0 (93.2)                              | 34.6 (94.3)                              | 35.1 (95.2)                              | 31.4 (88.5)                              |
| المتوسط اليومي °م (°ف)                   | 28.7 (83.7)                              | 28.0 (82.4)                              | 26.9 (80.4)                              | 24.0 (75.2)                              | 21.3 (70.3)                              | 18.9 (66.0)                              | 19.3 (66.7)                              | 21.3 (70.3)                              | 23.6 (74.5)                              | 26.6 (79.9)                              | 27.7 (81.9)                              | 28.4 (83.1)                              | 24.6 (76.3)                              |
| متوسط درجة الحرارة الصغرى °م (°ف)        | 22.7 (72.9)                              | 22.1 (71.8)                              | 21.3 (70.3)                              | 18.4 (65.1)                              | 16.0 (60.8)                              | 13.7 (56.7)                              | 13.0 (55.4)                              | 14.3 (57.7)                              | 16.7 (62.1)                              | 19.7 (67.5)                              | 21.0 (69.8)                              | 22.1 (71.8)                              | 18.4 (65.1)                              |
| أدنى درجة حرارة °م (°ف)                  | 13.0 (55.4)                              | 10.6 (51.1)                              | 9.2 (48.6)                               | 6.0 (42.8)                               | −0.5 (31.1)                              | −0.8 (30.6)                              | −3.4 (25.9)                              | −2.0 (28.4)                              | 3.4 (38.1)                               | 8.6 (47.5)                               | 10.2 (50.4)                              | 12.4 (54.3)                              | −3.4 (25.9)                              |
| الهطول مم (إنش)                          | 116.5 (4.59)                             | 98.1 (3.86)                              | 119.7 (4.71)                             | 77.8 (3.06)                              | 37.5 (1.48)                              | 18.8 (0.74)                              | 14.2 (0.56)                              | 21.7 (0.85)                              | 16.9 (0.67)                              | 52.9 (2.08)                              | 83.7 (3.30)                              | 119.2 (4.69)                             | 777.0 (30.59)                            |
| متوسط أيام هطول الأمطار (≥ 0.1 mm)       | 9                                        | 7                                        | 8                                        | 8                                        | 6                                        | 4                                        | 3                                        | 3                                        | 3                                        | 5                                        | 7                                        | 8                                        | 71                                       |
| متوسط الرطوبة النسبية (%)                | 63                                       | 65                                       | 67                                       | 70                                       | 70                                       | 69                                       | 62                                       | 56                                       | 52                                       | 53                                       | 58                                       | 62                                       | 62                                       |
| المصدر: NOAA                             |                                          |                                          |                                          |                                          |                                          |                                          |                                          |                                          |                                          |                                          |                                          |                                          |                                          |